# Metachelifer mahnerti
Espèce
Metachelifer mahnerti est une espèce de pseudoscorpions de la famille des Cheliferidae.

## Distribution
Cette espèce est endémique de la province de Chiang Mai en Thaïlande. Elle se rencontre à Amphoe Chom Thong dans la grotte Tham Borichinda.

## Description
Les mâles mesurent de 3,23 à 3,35 mm et les femelles de 4,76 à 4,85 mm.

## Systématique et taxinomie
Cette espèce a été décrite par en Li & Shi, 2022.

## Étymologie
Cette espèce est nommée en l'honneur de Volker Mahnert.

## Publication originale
- Li & Shi, 2022 : « Cave-inhabiting Cheliferidae (Arachnida, Pseudoscorpiones) from Thailand, with description of four new species of Metachelifer Redikorzev. » ZooKeys, vol. 1103, p. 171–188 (texte intégral).